# Olios niveomaculatus
Olios niveomaculatus är en spindelart som beskrevs av Cândido Firmino de Mello-Leitão 1941. 
Olios niveomaculatus ingår i släktet Olios och familjen jättekrabbspindlar. Artens utbredningsområde är Ecuador. Inga underarter finns listade i Catalogue of Life.